# Bell X-2
Bell X-2 "Starbuster" je bio američki eksperimentalni zrakoplov dizajniran kako bi ispitao strukturalne utjecaje aerodinamičkog zagrijavanja te stabilnost i upravljivost zrakoplova tijekom leta na velikim visinama i pri visokim brzinama.

## Razvoj
Program su 1945. godine zajednički pokrenuli Bell Aircraft Corporation, ratno zrakoplovstvo SAD-a i Nacionalni savjetodavni odbor za aeronautiku (NACA) kako bi istražili aerodinamičke probleme supersoničnog leta i proširili brzinske i visinske mogućnosti koje su dobivene ranijom serijom eksperimentalnih letjelica.
NACA je 1946. na Wallops Islandu počela s testiranjem raketnih modela u svrhu prikupljanja podataka od stabilnosti i upravljivosti dok su u Hamptonu izrađeni supersonični zračni tuneli. Osim toga NACA je bila odgovorna i za izradu znanstvenih instrumenata dok je sustav za katapultiranje pilota razvijala zajedno s Bellovim inženjerima.

## Opis
Trupovi zrakoplova izrađeni su od nehrđajućeg čelika i K-monela (slitine bakra i nikla) u Bellovoj tvornici u Wheatfieldu, New York. Pokretali su ih po jedan Curtiss-Wrightov XLR25 raketni motor s mogućnošću reguliranja potiska. U slučaju nesreće, cijeli nos zrakoplova zajedno s pilotom odvojio bi se od ostatka letjelice; kada bi pao na dovoljnu visinu, pilot bi ručno otvorio poklopac kabine i iskočio s padobranom.
Do lansirne visine od oko 9.100 metara nosio ga je modificirani Boeing B-50A. Pilot X-2 bi potom ušao u svoju letjelicu, odvojio se od bombardera i uključio motor. Nakon kompletnog izgaranja sletio bi na površinu Rogers Dry Lakea u zrakoplovnoj bazi Edwards.

## Operativna uporaba
Zbog odluke da se u trup 46-674 ugradi prvi dostupni motor, 46-675 je u bazu Edwards dopremljen zbog letnih testiranja bez pogona. Prvi takav let, i općenito prvi let novog zrakoplova, obavio je 27. lipnja 1952. Bellov testni pilot, Jean L. Ziegler. Manja oštećenja koja su nastala na letjelici tijekom slijetanja, odgodila su drugi let do 8. listopada. Dva dana kasnije, bojnik Frank K. Everest uspješno je obavio i treći let bez pogona. Slijedio je povratak u Bellovu tvornicu i ugradnja motora u drugi prototip iako je za to prvo bio predviđen 46-674.
12. svibnja 1953. tijekom spojenog leta s matičnim zrakoplovom Boeingom EB-50A, ekspolozija na X-2 rezultirala je potpunim gubitkom letjelice, teškim oštećenjima matičnog Boeinga i smrću dvije osobe.
5. kolovoza 1954. preostali prototip je letjeo spojen za novi B-50. Isti dan, drugi put je s B-50 poletio, odvojio se i letio bez pogona. Tijekom slijetanja, letjelica je pretrpjela manja oštećenja te je odvezena u Wheatfield na popravak. U bazu Edwards vratio se 16. siječnja 1955. kako bi 5. veljače nastavio sa spojenim letovima tijekom kojih je testirao pogonske sustave. Nakon nekoliko sličnih misija, u ožujku i travnju je obavio dva samostalna leta bez pogona. Zbog ponovljenih oštećenja opet je vraćen u New York.
Prvi pokušaj motornog leta izveden je 25. listopada 1955., no zbog curenja dušika let je obavljen bez pogona. Konačno 18. studenoga, X-2 je poletio uz pomoć raketnog motora ali ne maksimalnim potiskom tako da je postigao brzinu od "samo" Mach 0,95.
Zvučnu barijeru probio je 25. travnja 1956. kada je postigao brzinu od Mach 1,4 i visinu od preko 15.000 metara. U svibnju pilot Everest izveo je još tri leta i postigao brzinu od Mach 2,53. U lipnju zrakoplov je privremeno bio prizemljen zbog ugradnje mlaznica koje su mu trebale poboljšati performanse. 23. srpnja 1956. pilot Everest postao je "najbrži čovjek na svijetu" postigavši brzinu od Mach 2,87 i visinu od 20.726 metara. Nakon ovog postignuća, uslijedili su letovi s pilotom Kincheloeom za kontrolama kojima je za cilj bilo postizanje maksimalne visine. To mu je pošlo za rukom 7. rujna kada je postigao rekordnu visinu od 38.465 metara. 
27. rujna 1956. pilot Milburn Apt postavio je novi brzinski rekord od 3,196 Macha, no uspjeh je zasjenila nesreća koja je uslijedila. Iz nepoznatih razloga, Apt je naglo skrenuo prema bazi Edwards i izgubio kontrolu nad letjelicom. Iako se kapsula u kojoj se nalazio uspjela odvojiti, pilot nije mogao izaći iz nje prije nego što je udarila od tlo.
Zbog gubitka, ispitivanja su se nastavila tek tri godine kasnije dolaskom North Americanovog X-15.

## Tehničke karakteristike
Izvori podataka: 
Osnovne karakteristike
- posada: 1
- dužina: 11,53 m
- raspon krila: 9,85 m
- površina krila: 24,2 m2

Letne karakteristike
- najveća brzina: 3,196 Mach
- najveća visina leta: 38.465 m
- motor: 1 x Curtiss-Wright XLR 25